# Comarca del Darién
La comarca del Darién fue una de las subdivisiones del Estado Soberano de Panamá y del Departamento de Panamá. La comarca dependía del departamento de Panamá y se componía de las aldeas de Chepigana, Garachiné, La Palma, Molineca, Pinogana, Santa María, Tucutí y Yaviza.
La comarca fue abolida por la Ordenanza 47 de 1896 y fue convertido en dos distritos de la provincia de Panamá: Chepigana y Pinogana.